# 선물 (2001년 영화)
"선물"은 2001년 공개된 대한민국의 멜로 영화이다.

## 배역
- 이정재 : 정용기 역
- 이영애 : 박정연 역
- 박소민 : 어린 박정연 역
- 권해효 : 학수 역
- 이무현 : 학철 역
- 공형진 : 철수 역
- 이문식 : 영만 역
- 사현진 : 혜정 역
- 이인철 : 곽형민 선생님 역
- 구혜령 : 애숙 역
- 김성겸 : 용기 부 역
- 박승태 : 용기 모 역
- 맹상훈 : 황 PD 역
- 추귀정 : 경선 역
- 김태희 : 중학생 시절의 정연 역
- 이수근 : 개그천왕 출연진 역
- 김병만 : 개그천왕 출연진 역
- 박휘순 : 개그천왕 출연진 역
- 김지호 : 개그천왕 출연진 역
- 류경진 : 개그천왕 출연진 역
- 양헌 : 개그천왕 출연진 역
- 윤성호 : 개그천왕 출연진 역
- 최재욱 : 개그천왕 출연진 역
- 김응태 : 개그천왕 출연진 역
- 김주현 : 개그천왕 출연진 역
- 이태훈 : 개그천왕 출연진 역
- 김수로 : 유식 역 (특별출연)
- 김영배 : 광식 역 (특별출연)
- 박종민 : 아나운서 MC 진행자 역 (특별출연)
- 홍석천 : 청춘 역 (특별출연)
- 백재현 : MC 남 역 (특별출연)
- 공효진 : MC 여 역 (특별출연)
- 김상진 : 유식 매니저 역 (특별출연)
- 이경화 : KFC 수경 역 (특별출연)

## 수상
- 2002년 제25회 황금촬영상
  - 촬영상(은상) - 이석현
  - 최우수 인기여우상 - 이영애